# Bastien och Bastienne

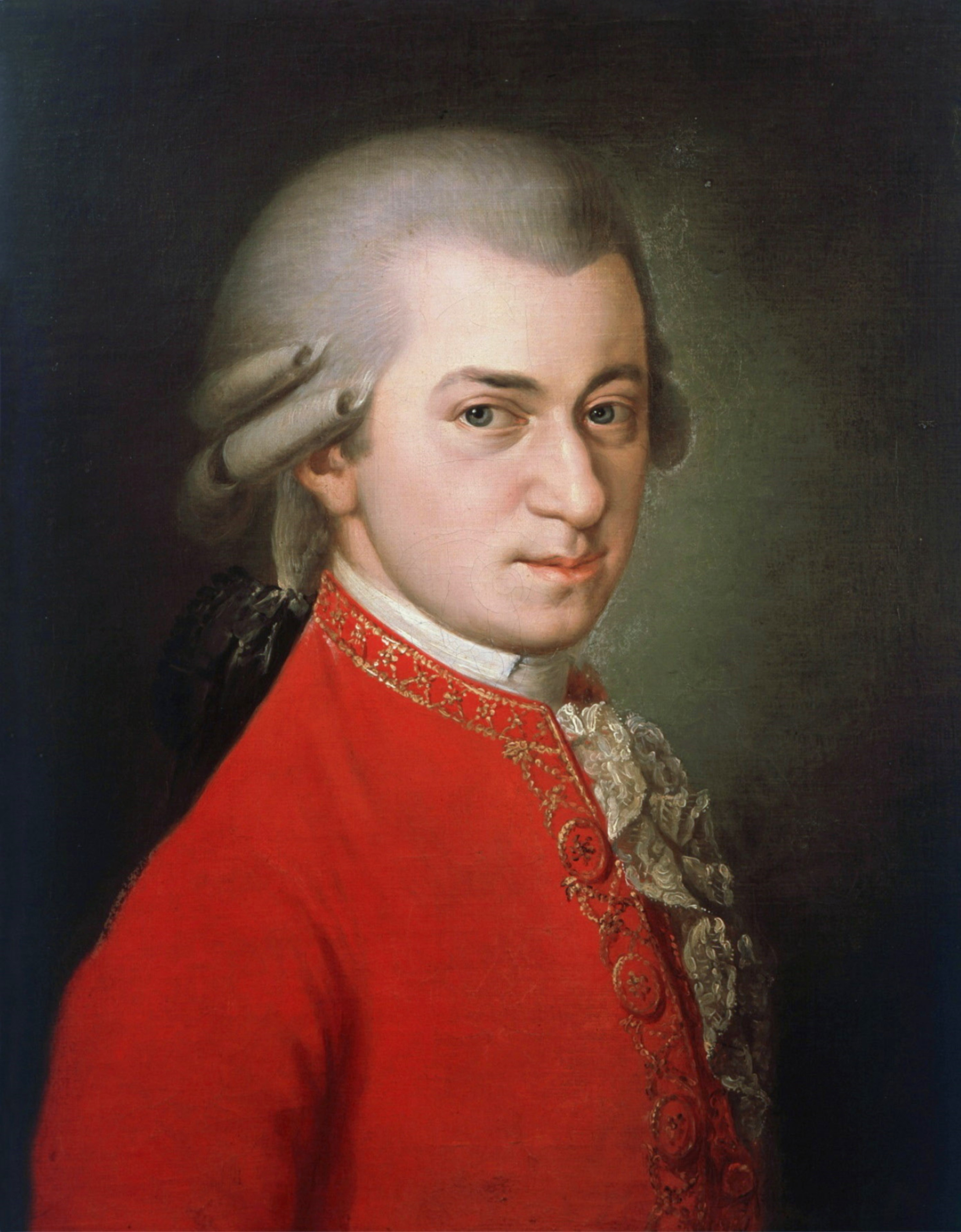
Wolfgang Amadeus Mozart

Bastien och Bastienne (tyska: Bastien und Bastienne), K. 50 (reviderad 1964 till K.46b), är ett Singspiel, en komisk opera med musik av Wolfgang Amadeus Mozart och libretto av Friedrich Wilhelm Weiskern, Johann Heinrich Friedrich Müller och Andreas Schachtern efter den franska pjäsen Les Amours de Bastien et Bastienne av Justine Favart and Harny de Guerville. Operan var ett av Mozarts tidigaste verk och skrevs 1768 när han endast var tolv år gammal. Den beställdes förmodligen av läkaren Franz Mesmer (som senare skulle parodieras i Così fan tutte) som en satir över den förhärskande 'pastoralgenren' och då särskilt som en parodi på operan Le Devin du village av Jean-Jacques Rousseau.
Efter den påstådda premiären i Mesmers teaterträdgård 1768 (vilket endast stöds av en overifierad redogörelse av Nissen), uppfördes den inte på nytt förrän 1890. Det är osäkert om stycket någonsin uppfördes under Mozarts levnad. Det första kända uppförandet skedde den 2 oktober 1890 på Architektenhaus i Berlin.
Operan är komponerad i  både fransk och tysk stil. Många av melodierna är franska till sättet, men Bastiennes första aria är en äkta tysk lied. Den melodin använda också i Mozarts Trio i G för piano, violin och cello, K. 564 (1788). En annan äkttysk sång är Bastiennes aria "Er war mir sonst treu und ergeben". Mozart använder orkestern sparsamt med undantag för återföreningsscenen.
Trots sin unga ålder hade Mozart redan anammat utmärkta kunskaper i komposition och en känsla för parodi och humor som skulle blomma ut för fullt i hans senare verk. Bastien och Bastienne är kanske den enklaste operan att uppföra av Mozarts ungdomsverk.

## Bakgrund
Mozarts första sångspel är påverkat av den franska smaken, som var tongivande inte bara vad gällde musik utan även politik, arkitektur och dammode. Bastien och Bastiennes tillkomsthistoria börjar med Le Devin de Village, ett intermezzo ("intermède") av Jean-Jacques Rousseau som var inspirerat av den italienska Opera buffa och avsett som ett folkligt alternativ till Lullys och Rameaus högstämda tragédie-lyrique. Rousseaus intermezzo fick varaktig framgång i Paris och stannade kvar i repertoaren från uruppförandet 1753 ända fram till 1829. Succén var så stor att stycket redan samma år som premiären blev föremål för en parodi, ett Opéra comique-verk av makarna Charles-Simon och Justine Favart med titeln Les Amours de Bastien et Bastienne, som i sin tur låg till grund för Mozarts sångspel. Madame Favart var på sin tid en uppburen skådespelerska och har blivit särskilt känd för sin kostymreform. I strid med då rådande konventioner framträdde hon ofta i realistisk scenkostym och i Les Amours de Bastien et Bastienne, där hon var den första Bastienne, var hon till publikens stora förtjusning iklädd en enkel bondeklänning av linne med bara armar och hade träskor på fötterna. Mozart såg föreställningen under sitt första besök i Paris 1767. Stycket översattes och bearbetades av den populäre skådespelaren Friedrich Wilhelm Weiskern och framfördes med stor framgång i Wien.

## Historia
Mozart skrev denna opera vid tolv års ålder. Musikens enkla faktur (de flesta ariorna är visartade) leder aldrig till monotoni, typologin verkar aldrig utnött och tolvåringens naivitet ger stycket en alldeles särskild charm. Operan äger en speciell pastoral atmosfär. Musikaliskt visar sig detta i förkärleken för treklangsbetonade teman och hornsignaler som ger en känsla av närhet till naturen, till exempel i ouvertyren. Bystämningen framställs å andra sidan genom danser och dansrytmer som sträcker sig från den franska musetten med dess säckpipeimitationer till ländlern, som redan på den här tiden tjänade som musikalisk illustration av den tyska och österrikiska landsbygden. Både handling och musik har folklig karaktär och operan spelas numera sällan, men används i samband med utbildning av unga operasångare.
Öppningstemat är samma som Ludwig van Beethoven använde till sin tredje symfoni, den så kallade Eroican, som han tillägnade Napoleon Bonaparte. Det är dock okänt om Beethoven kände till Mozarts opera, eller om båda tonsättarna tog sitt tema från en tredje okänd musikkälla.
Operan hade förmodligen premiär hos läkaren Franz Mesmer i dennes privata trädgårdsteater i Wien någon gång i september 1768. Det första belagda framträdandet ägde rum 2 oktober 1890 i Berlin. Den svenska premiären ägde rum på Stockholmsoperan den 28 september 1893.

## Personer
| Roller                 | Röstläge | Premiärbesättning 2 oktober 1890 (Dirigent: – ) |
| ---------------------- | -------- | ----------------------------------------------- |
| Bastienne, en herdinna | sopran   |                                                 |
| Bastien, en herde      | tenor    |                                                 |
| Colas, en byspåman     | bas      |                                                 |

## Handling
Bastienne, som övertgivits av Bastien får av den gamle Colas rådet att visa sig ointresserad. Colas säger sedan till Bastien att Bastienne nu har en rik friare. Han blir då förtvivlad och skyller på att han blivit bedårad av en godsägarinna. De två försonas.

## Orkesterbesättning
- 2 flöjter
- 2 oboer
- 2 fagotter
- 2 horn
- Stråkar (liten besättning)